# 25434 Westonia
25434 Westonia è un asteroide della fascia principale. Scoperto nel 1999, presenta un'orbita caratterizzata da un semiasse maggiore pari a 2,1826842 UA e da un'eccentricità di 0,0948085, inclinata di 3,52740° rispetto all'eclittica.